# Ахалубани (Хашурский муниципалитет)
Ахалубани (груз. ახალუბანი) — село в Грузии. Находится в Хашурском муниципалитете края Шида-Картли. Высота над уровнем моря составляет 800 метров. Население — 72 человека (2002).